# Black and White (téléfilm)
Pour les articles homonymes, voir Black and White.
Pour plus de détails, voir Fiche technique et Distribution.
Black and White est un téléfilm américain policier réalisé par Yuri Zeltser en 1999.

## Synopsis
Un jeune policier se retrouve partenaire d'un agent féminin chevronné, autour de laquelle planent des suspicions : son passé tourmenté avec son père pourrait être à la source d'une certaine violence, et ne serait-elle pas l'agent de police qui exécute des truands d'une balle dans l'œil gauche ?

## Fiche technique
- Scénario : Yuri Zeltser et Leon Zeltser
- Production : Ram Bergman, Alan B. Bursteen, Jeff Franks, Dana Lustig, Phil Mittleman, Natan Zahavi pour Bergman Lustig Productions et Double Image Productions
- Musique : Amotz Plessner
- Photographie : Phil Parmet
- Montage : Glenn Garland
- Durée : 97 min
- Pays :  États-Unis
- Langue : anglais
- Couleur
- Aspect Ratio : 1.85 : 1
- Son : Mono
- Classification : USA : R (violence et nudité)

## Distribution
- Gina Gershon : Nora 'Hugs' Hugosian
- Rory Cochrane : Chris O'Brien
- Ron Silver : Simon Herzel
- Alison Eastwood : Lynn Dombrowsky
- Ross Partridge : Michael Clemence
- James Handy : sergent Wright
- Carl Anthony Payne II : Ernie Pitts
- Ashley Tucker : Bany Glover